# Stella Gniezno

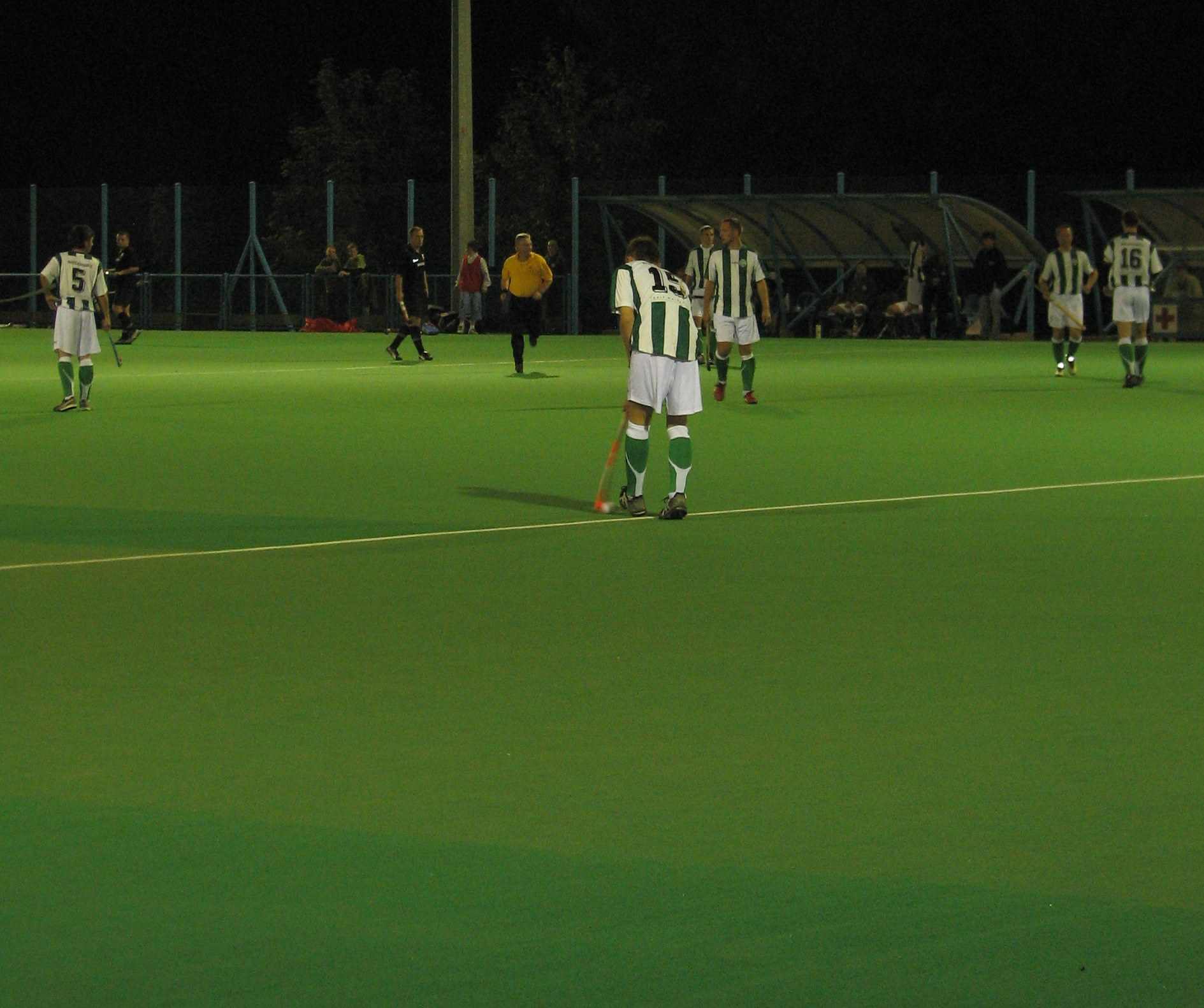
Derbowy mecz Stella -Start. Stelliści w strojach biało-zielonych.

KS Stella Gniezno – polski wielosekcyjny klub sportowy z siedzibą w Gnieźnie założony w 1915 roku.
Zrzeszanie się Polaków w zaborze pruskim napotykało na liczne trudności. W przypadku towarzystw sportowych władze zaborcze ingerowały np. w nazwę klubów, dlatego też gnieźnianie musieli zrezygnować z szyldu Polonia. W styczniu 1916 r. na walnym zebraniu wybrano zarząd, którego prezesem został Wacław Wrześniewicz. Pierwszą sekcją Stelli, wiodącą prym do 1939 r., była piłka nożna. 

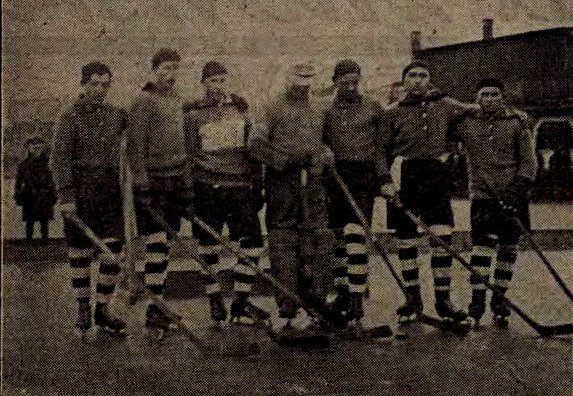
Drużyna hokeja na lodzie w 1930 r.

W latach powojennych największe sukcesy odnosili laskarze, którzy wielokrotnie sięgali po tytuł Mistrza Polski (1947, 1948, 1949, 1956, 1957, 1958, 1974; pod nazwą "Spójnia" w roku 1951, 1952, 1953). W sezonie 2008/2009 drużyna seniorów z sekcji hokejowej - po 12 latach przerwy -  rozpoczęła grę w najwyższej klasie rozgrywkowej, by w 2011 roku znów znaleźć się w II lidze. Trenerem hokeistów jest obecnie Rafał Grotowski. 
W 2010 roku awans do ekstraklasy wywalczyły tenisistki stołowe (trenowane przez Tadeusza Nowaka), ale osiągane wyniki nie pozwoliły na utrzymanie się w gronie najlepszych i sezon 2010/2011 zakończył się spadkiem do I ligi.

## Sekcje
- boks
- hokej na trawie
- tenis stołowy (zał. w 1923 r.)

## Piłka nożna (sekcja zlikwidowana )
- piłka nożna - zlikwidowana w 1973 roku

## Sekcje zamknięte
- tenis ziemny
- szachy
- hokej na lodzie
- koszykówka
- siatkówka
- kolarstwo
- lekkoatletyka